# Amathimysis trigibba
Amathimysis trigibba är en kräftdjursart som beskrevs av Murano och Chess 1987. Amathimysis trigibba ingår i släktet Amathimysis och familjen Mysidae. Inga underarter finns listade i Catalogue of Life.